# ブローニングM1919重機関銃
ブローニングM1919機関銃（M1919 Browning machine gun）は、第一次世界大戦末期にアメリカ合衆国で開発された重機関銃(中機関銃)である。

## 概要
水冷式機関銃であるブローニングM1917重機関銃を戦車搭載用の空冷式機関銃として再設計したものである。
第二次世界大戦では、中機関銃としてはもちろん、戦車や各種車両の車載機銃として、または銃自体の重量を軽くして航空機銃としても使用され、各戦線で広範囲に使用された。
最初のモデルであるM1919の他、数多くの派生型があり、歩兵用機関銃として設計されたM1919A4を中心にアメリカ軍で広く配備が行われ、第二次世界大戦における主力機関銃の1つとなった。1957年にM60機関銃が採用されると徐々に更新されていったものの、ベトナム戦争の頃まで使用された。

## 開発

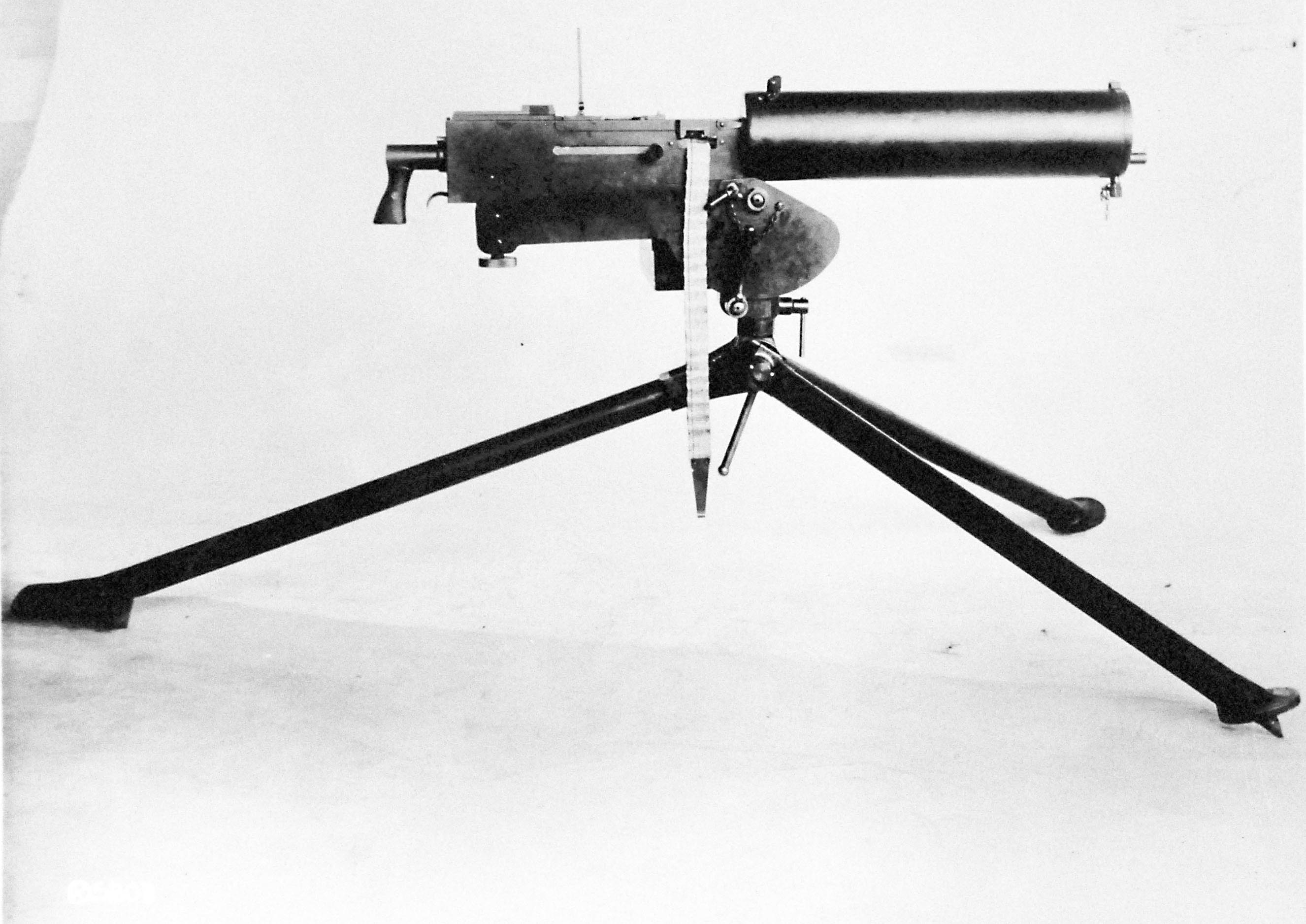
M1917機関銃

1917年4月6日、アメリカ合衆国がドイツ帝国に宣戦布告を行い、第一次世界大戦に参戦した。しかし、同日秘密裏に行われた報告によれば、この時点で陸軍が有する機関銃は大小新旧の各種あわせて1,110丁のみであった。一方、ドイツでは開戦以来大量の機関銃の配備が進められており、アメリカ陸軍には控えめに見積もっても100,000丁の機関銃を配備する必要があるとされた。こうした状況において、ジョン・ブローニングが設計したM1917重機関銃の採用が決定したのである。
M1917のような「給弾にベルトを用い、三脚に取り付けて使用する水冷式重機関銃」は、大戦の際に各国で広く採用・投入された火器の1つである。いずれも持続的な火力を発揮することができる強力な火器ではあったものの、持ち運びが難しく、重量もあったため、もっぱら防御陣地に設置して運用されていた。M1917は優れた機関銃ではあったが、他の機関銃と同様の欠点も兼ね備えていた。例えば、三脚と水冷ジャケットを含めると、重量はほぼ100ポンドになった。大戦中には既に水冷ジャケットおよび水タンク、3脚を取り除いたM1917が航空機や戦車などへの搭載、あるいは歩兵による攻撃的任務などにも柔軟に投入しうる機関銃になると考えられており、大戦後には空冷式への設計変更が本格的に進められることになる。
大戦末期、M1917を空冷化して銃身を18インチまで短縮したM1919戦車機関銃（Model of 1919 Tank Machine Gun）の開発が行われた。M1919という名称は、M1918自動小銃（BAR）との混同を避ける目的で選ばれたものである。元々、照準器のないモデルと照準器を備えるモデルは共にM1919と呼ばれていたが、後に後者のみ区別のためM1919A1と改称された。
戦間期、第一次世界大戦のような機械化された戦争にも耐えうる火力の確保を試みていた陸軍騎兵科は、実験的にM1918自動小銃を改良したM1922機関小銃を採用した。M1922は射撃精度こそ優れていたものの、過熱と弾倉容量の都合から持続射撃能力が限られていた。1929年4月、兵器委員会は騎兵総監の要望に基づき、騎兵科に対してM1919に銃床と着脱可能な軽量三脚を取り付けたものが2丁、改造銃身（銃口のリコイルブースターを廃止したものと思われる）を備えたものを1丁引き渡した。しかし、改造銃身を取り付けた銃は非常に不評で、またたく間に過熱して射撃精度が悪化するばかりか、あまりの熱さに銃を持ち上げることさえできなくなったという。その後はルイス銃を用いた試験を行っていたものの、世界恐慌の最中において、大戦時の余剰装備が未だ十分残されていると信じられていたため、新規に兵器を調達できる可能性は極めて低く、既存の兵器を改良することで対応しなければならなかった。
1930年、騎兵科はM1919を調達してアイアンサイトや軽量な三脚、銃床などを取り付ける改造を施した。当初は単に騎兵型（Cavalry Model）とも称されていたが、後にM1919A2と改称された。一方、歩兵科でも1931年にM1919を試験のために調達し、改良を加えたものにM1919A3という名称を与えた。M1919A2の改良を試みる過程で、18インチ銃身では.30-06弾の性能を十分引き出せない可能性が示唆されたため、M1917と同等の24インチ銃身を取り付けたM1919E2およびM1919A2E3が試験用に設計された。
1935年9月5日、あらゆる組合せの評価を踏まえ、陸軍兵器委員会はM1919に放熱ジャケット付き24インチ銃身を取り付けたM1919A4を標準軽機関銃に推薦した。これに合わせ、新たな戦車機関銃としてM1919A5が開発された。-A5は基本設計はM1919A4と同一だったが、ピストルグリップが無く、車両への取付基部が追加されていたほか、三脚には取り付けられなくなっていた。M1919A5のような航空機・車両搭載用機関銃が「固定」（fixed）の機関銃と分類された一方、M1919A4は「汎用」（flexible）の機関銃と分類された。M1919A4はM1919シリーズの中で最も大量に生産/配備された。
歩兵科はM1919A4とM2三脚の組合せを好ましいとしつつ、要望として「ある程度の持続射撃能力を持ち、ベルト給弾を採用し、小銃弾を用い、1人の兵士が運搬/射撃できる軽量な火器」という事項を示した。1943年初頭までに、武器省は歩兵科の要望に基づいたM1919A4用の後付改修キットの設計に合意したが、その後の試験を経て、歩兵向けモデルはM1919A6なる名称のもと、準制式装備（substitute standard）として採用されることとなった。M1919A6はM1919A4とM1918A2自動小銃のギャップを埋める火器と位置づけられ、軽機関銃としての携行性を高めるべく、二脚と銃床が追加されていた。
航空機関銃としての派生型は、第一次世界大戦直後に開発が始まった。M1919の原型でもあるM1917の航空機搭載型、M1918機関銃の派生型としてスプリングフィールド造兵廠で製造されたM1921およびM1922が最初の航空機関銃モデルである。戦間期には予算削減のため官営造兵廠での製造が中止され、コルト・ファイヤーアームズ社がM1922の設計を全面的に改修し、AN/M2として知られるモデルの製造を始めた。AN/M2は一見するとスケールダウンされたM1919のような外見だが、ほとんどの部品が再設計されている。給弾方向を左右任意に切り替えられたほか、翼内に設置することも想定し、ソレノイド式リモコンでの操作が可能だった。真珠湾攻撃前から.50 AN/M2への置き換えが始まっていたが、第二次世界大戦中にも一定数が調達された。また、イギリス向けに.303口径仕様のモデルも作られた。

## 設計

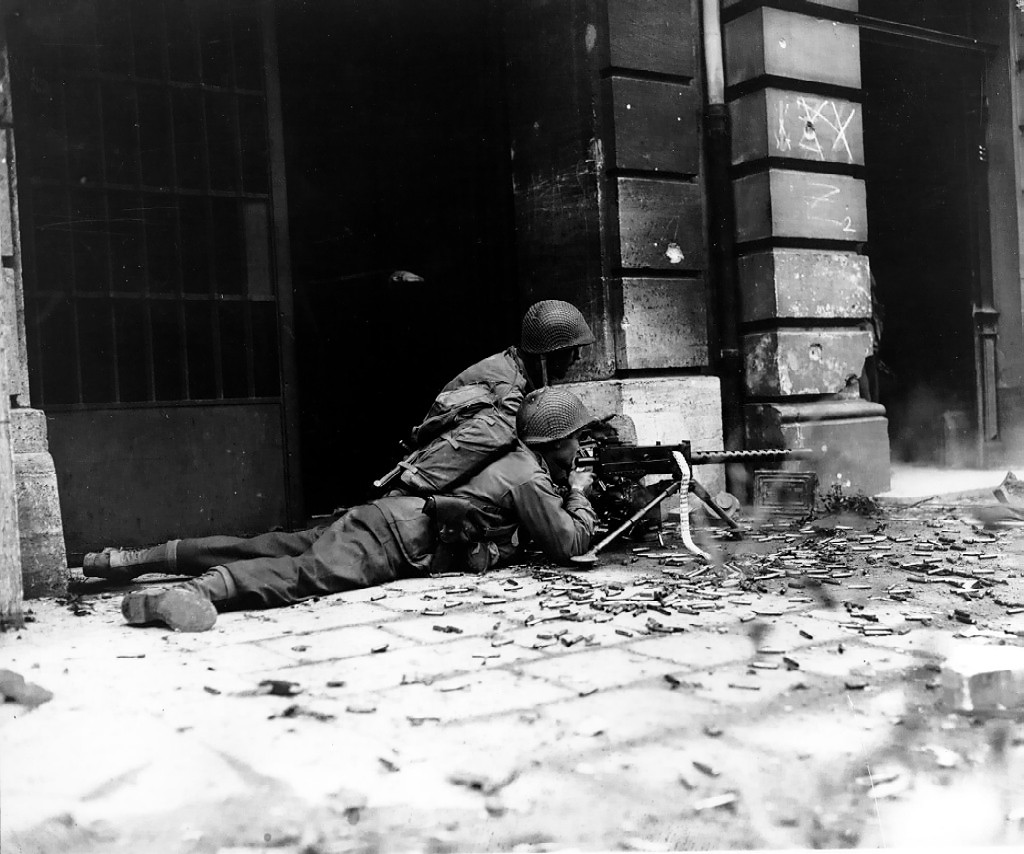
第二次世界大戦中の1944年10月、アーヘンにおける射撃風景。射撃後、右側から排出される布製給弾ベルトが確認できる。

M1919の基本的な設計はM1917と共通しているが、空冷化によって大幅に軽量化されている。発射機構は、機関部の反動を利用したショートリコイル式を採用し、弾薬の給弾方式には一般に布製の給弾ベルトが用いられている。
水冷機関銃を空冷化する際に問題となるのは、冷却効率の低下に伴う過熱である。これは暴発や銃身の劣化にも繋がるが、しかし冷却効率を高めるために銃身の質量を増せば、部品を動作させるための反動が不足してしまう。これを解決するべく、発射ガスを取り入れ動作に利用するマズルブースターの設計が行われた。またボルトを後退位置で保持するための手動式ボルトラッチが追加され、弾薬が熱された銃身に送られることを防ぐと共に、銃内部に空気を通して放熱させるよう試みられた。いずれにせよM1917に比べれば過熱しやすく、銃身交換の頻度も増すことは避けられなかった。
元々、銃身交換の際にはフィールドストリッピング（ユーザーが整備するレベルの分解）が必要だった。M1919A6では銃身交換を容易にするためにブースターの廃止が検討され、銃身自体のさらなる軽量化が試みられた。これによって放熱ジャケットの前方から銃身を抜き出せるようになったものの、銃身重量はM1919A4（7.5ポンド）の時点で限界に達しており、それ以上の軽量化の効果はわずかだった。銃身の軽量化は持続射撃能力を損ねたほか、理論上は問題なく動作するとされていたが、反動エネルギーの余剰がほぼなかったため、実戦では汚れや銃の傾きなどの影響で動作不良が多発した。後に着脱が容易なキャップ式のブースター兼フラッシュハイダーが採用され、こうした問題は改善されていった。
シンプルな構造や部品数の少なさは、同時に大量生産を可能とした。生産にはゼネラルモーターズ社ほか、多くのアメリカ企業が参加した。
専用の軽量三脚としてM2三脚が設計された。

## 運用
射撃する際には通常2名が射手と助手に分かれて使用する。
共に配備されていた水冷式のM1917A1機関銃（M1917の改良型）に比べれば持続射撃能力で劣ったものの、それを補って余りあるほどに軽量で、部隊の機動力を損なうことがないため、非常に好評だった。また、水タンクの廃止と軽量化によって空挺兵の装備として投下することも可能となった。銃としての信頼性も高く、「M1919A4がある限り、水冷式機関銃（M1917A1）は一切不要である」と語る兵士も少なくなかった。完全に置き換えることこそなかったが、配備の規模は早い段階でM1917A1を上回っていた。
アメリカ陸軍において、M1917は重機関銃（Heavy machine gun）と位置づけられていた一方、M1919A4はライフル中隊（Rifle company）に配備される軽機関銃（Light machine gun）と位置づけられていた。例えば、1945年から1948年までの歩兵大隊におけるライフル中隊では、中隊付武器小隊（Weapons Platoon）に所属する軽機関銃分隊（Light Machine Gun Section）の2個軽機関銃班（Light Machine Gun Squad）によってM1919A4/A6の運用が行われた。
M1919は1957年までアメリカ陸軍の制式軽機関銃と位置づけられていたが、より軽量な汎用機関銃たるM60機関銃の採用によって一線を退くこととなった。しかし、その後も予備装備としては残されており、ベトナム戦争頃まで使用された。

## 各型および派生型

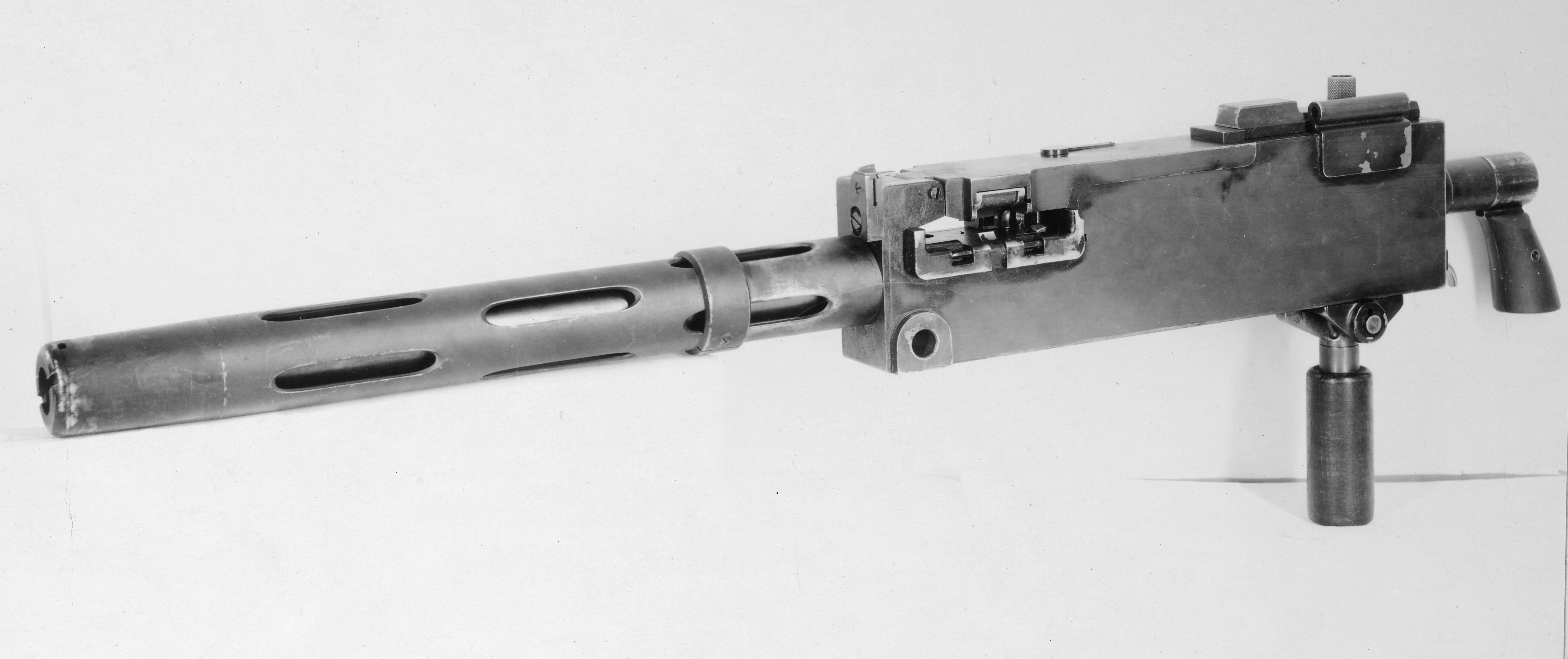
M1919 垂直グリップ付き

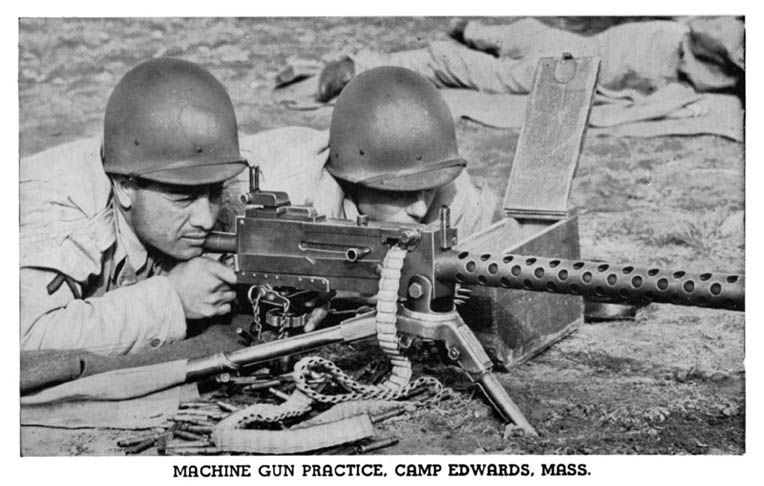
M1919A4 ボルトキャッチのあるタイプ 機関部右側面のコッキングレバー下方の板状のものがボルトキャッチ
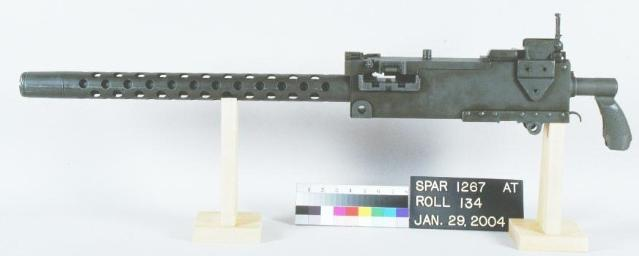
M1919A4 左側面
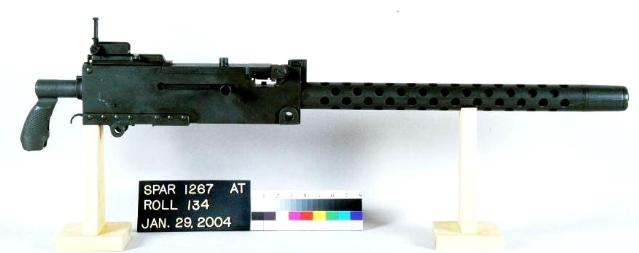
M1919A4 右側面
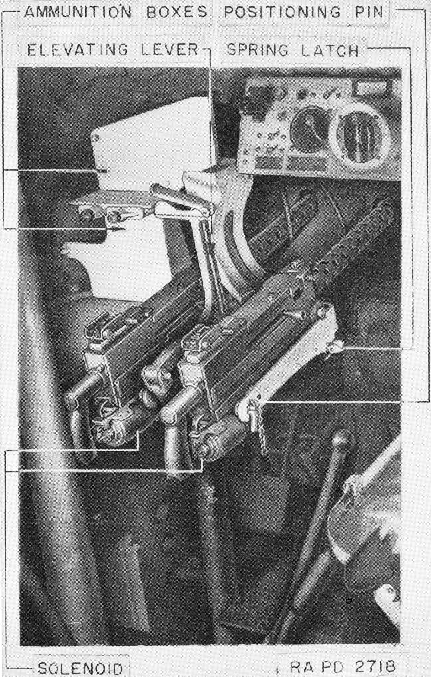
M3中戦車の車体前部左側に装備されたM1919A4 固定型の連装銃架 ボルトキャッチのあるモデルで、ソレノイド式のリモコントリガーが装備されている (TM 9-750. Ordnance Maintenance. Medium Tanks M3, M3A1, and M3A2）

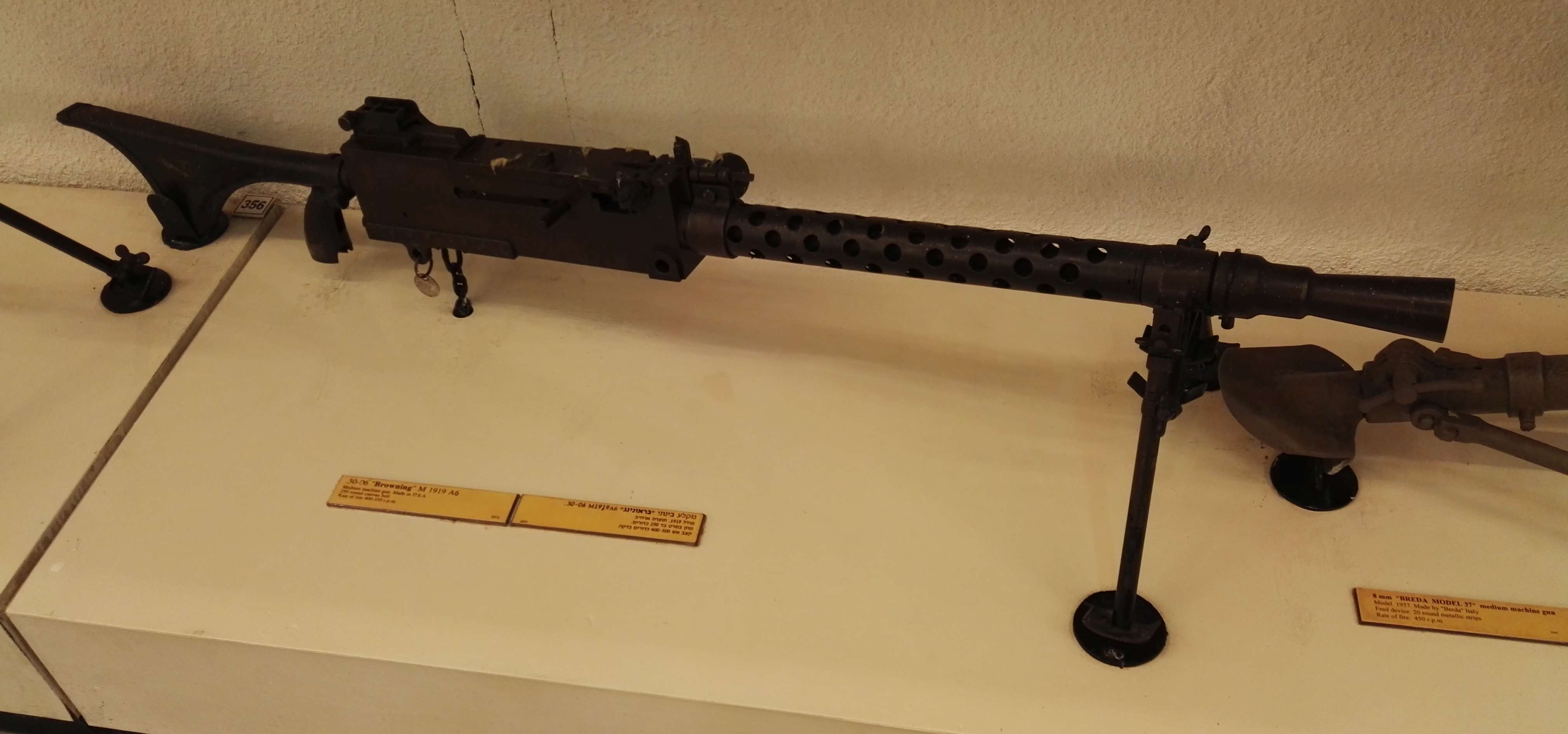
M1919A6
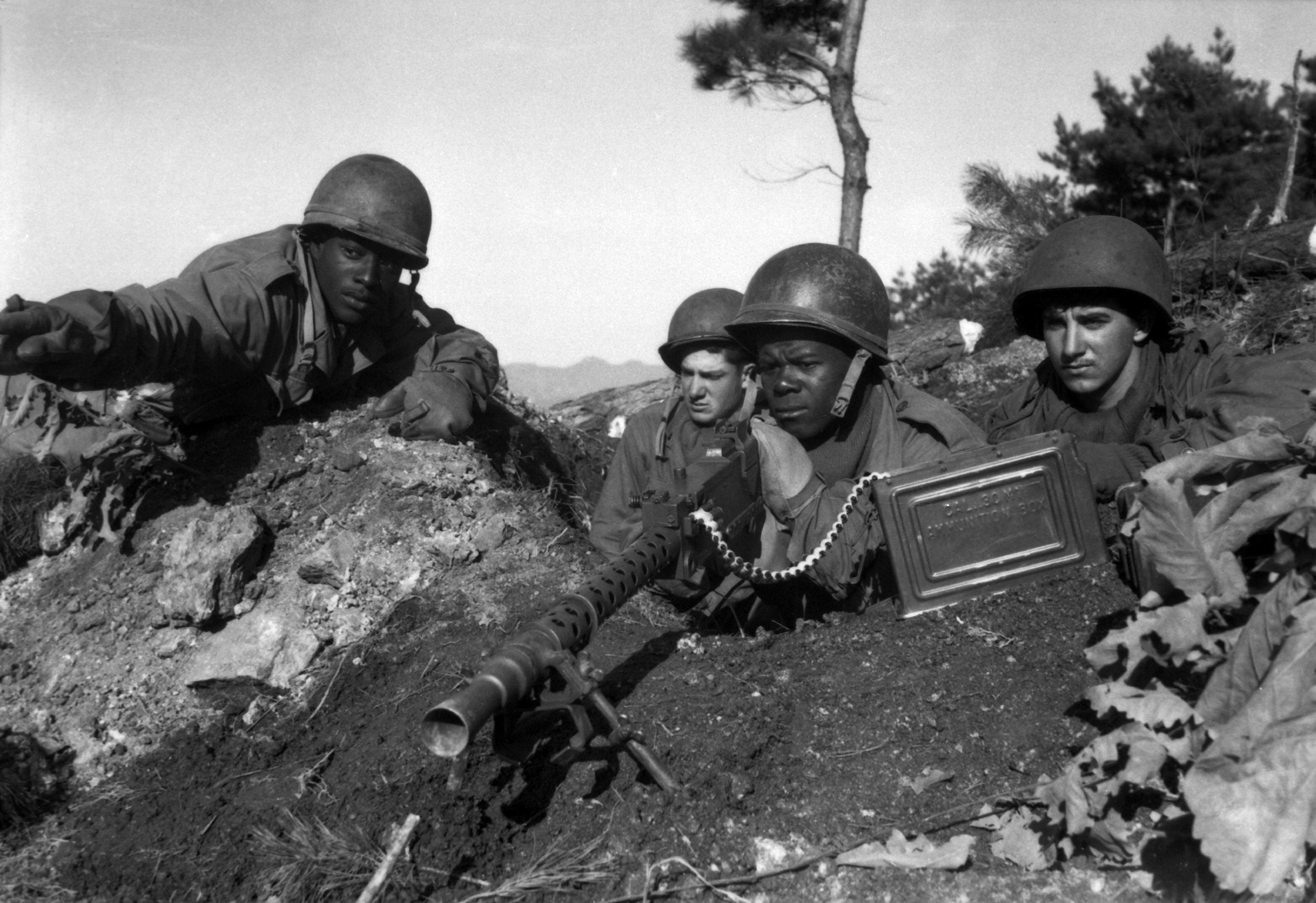
朝鮮戦争で運用されるA6

M1917
原型である水冷式機関銃。
M1918
M1917を航空機に搭載するため空冷式銃身とした派生型。銃身長は18インチに短縮化され、水冷機構がない分の過熱に対応するために肉厚の銃身となっている。
航空用から地上用としての改修を加えた上で地上部隊用機関銃としても採用されることになり、同じブローニング設計/コルト社製造の自動火器であるブローニングM1918自動小銃との混同を避けるため、"M1919"として制式化された。
M1919
戦車搭載用機関銃としてM1918を改修したもの。車両搭載用ということもあり、射手が直接視認して照準するための照準器は装備されていない。機関部後面のものとは別に底面後部に垂直グリップと連動トリガーがあり、この部分を掴んで操作ができるようになっていた。車載用としてのみではなく歩兵用としての運用も考慮し、銃身は軽量型となり、二脚の装着が可能となっている。
ニューイングランド・ウェスティングハウス・カンパニーによって1,300丁製造された。
M1919A1
単眼式の望遠照準器が取り付けられたM1919。機関部後面には車載機銃として用いる際に射手が肩で支えるための銃床が装着できるようになっていた。
元々は照準器のないモデルと特に区別されず同様に"M1919"と呼ばれていたが、後に混同を避けるためにM1919A1に改称された。
M1919A2
騎兵用として開発されたモデル。銃身は重量型に再変更され、照星（前部照準器）は銃身の先端部に装備されている。車載を前提としていないために底面後部の垂直グリップと連動トリガーは廃止されており、専用の軽量型三脚とセットで軍馬もしくは馬車に積載して運用された。
M1919A3
M1919A2の歩兵向け改良型。-A2とほぼ同様だが、照星が機関部前端にあることが異なる。本格生産と調達は成されなかったが、銃身長を24インチとしたモデルも試作され、-A4に発展した。
M1919A4
銃身を24インチとし、反動利用式の作動を確実とさせるためのリコイルブースター(英語版)や“リコイルバッファー(英語: Recoil Buffer)”と呼ばれる緩衝装置の追加、照星の位置変更など、いくつかの改修を加えたモデル。第二次世界大戦時の主力機関銃となり、M1919シリーズでは最も多数が生産されて使用された。バレルジャケットの冷却孔は極初期生産分以降はそれまでのモデルの長円形から単純な円形のものになっている。
形式番号での区別はなされていないが、1943年の生産分まではボルトを後退状態で固定するためのボルトキャッチが機関部右側面に装備されており、1943年以降の生産分にはこのボルトキャッチが省略されている。また、車載砲架に搭載する“固定型(Fixed)”と三脚架に搭載する“汎用型(Flexible)”があり、固定型は機関部後端板（バットプレート）が.30 M1918M1と同じ遠隔操作装置専用のものになっていた。
M1919A4E1
1950年代に入り、第2次世界大戦後に開発・戦力化された新型戦車の車載機銃とするべく開発された -A4固定型の改修モデル。実質的には-A5の発展型だが、制式番号は-A4の派生型となっている。
-A4 固定型の装弾部を部品の組み換えで左右両側からの給弾を可能とし、-A5型同様の短縮化した装弾部カバー開放ノブと延長型コッキングハンドルを装備した。
さらなる発展型としての新型車載機関銃であるT151 / -152 / -153（M37）の配備開始までの暫定的な存在と位置づけられていたが、搭載された車両がアメリカによる供与品として各国で長らく使われたこともあり、本銃も長期に渡って運用された。
- M1919A4 ボルトキャッチのあるタイプ
機関部右側面のコッキングレバー下方の板状のものがボルトキャッチ
- M1919A4 左側面
- M1919A4 右側面
- M3中戦車の車体前部左側に装備されたM1919A4 固定型の連装銃架

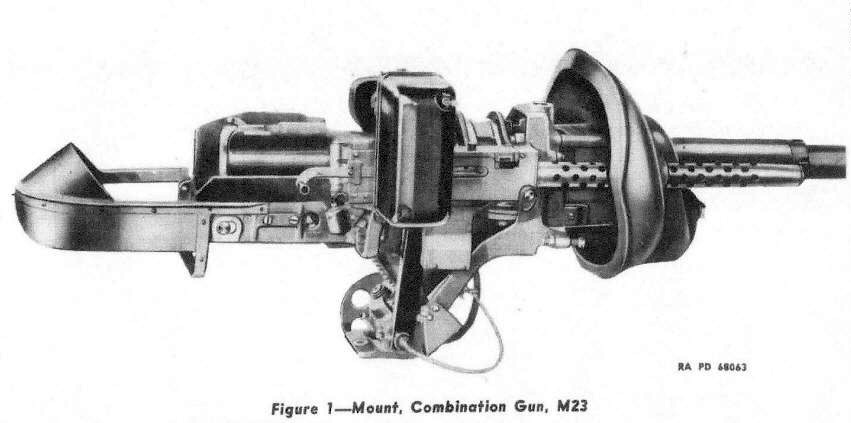
M23複合砲架(M23 combination mount)にM6 37mm戦車砲と共に架装されたM1919A5
延長されたコッキングハンドルがわかる
(U.S.ARMY Ordnance Catalog SNL A-55, Section 6)

ボルトキャッチのあるモデルで、ソレノイド式のリモコントリガーが装備されている
(TM 9-750. Ordnance Maintenance. Medium Tanks M3, M3A1, and M3A2）

M1919A5
装甲車両の主砲同軸機銃としてM1919A4 固定型を改良したモデル。砲架に干渉してしまう装弾部カバー開放ノブを改修し、コッキングハンドルが機関部後端から操作できるように延長されており、延長用のレバーとハンドルは航空機搭載型のものが流用されていた。機関部後端板（バットプレート）は航空型のものから-A4と同じものに再度変更されている。なお、照準器は装備されていない。
1942年5月より-A4 固定型の改修品として3,000挺が製作され、続いて"M1919A5"として制式にM3軽戦車およびM3中戦車の搭載用として14,000梃が製造されたが、M3軽 / 中戦車の調達が終了したため、1943年の11月には-A5の生産は中止され、既存の製造分のうち余剰となったものは-A4E1および-A6に改修された。
M1919A6
M1919A4を元に、銃身を軽量化し金属製の銃床と二脚を追加した汎用機関銃型モデル。銃口部にはリコイルブースター兼用の消炎器が標準で装着されており、この部分を取り外すことで機関部を半分解することなく前方から銃身が交換できるようになっている。
M1918A2自動小銃とM1919A4のギャップを埋める軽機関銃と位置づけられていたものの、軽機関銃としては全長が長く取り回しが悪い上、重量がある（約15kg）ために使い勝手が悪く、銃身の軽量化に伴い持続射撃能力が低下していたほか、動作不良も多発して不評だった。
- M1919A6
- 朝鮮戦争で運用されるA6

T66
1949年から1956年にかけて、新型弾薬の試験のためにM1919A4をT65およびT65E3 7.62x51mm弾（7.62x51mm NATO弾の前身）仕様として再設計したモデル。銃身を消炎器付きの新たに設計したものとし、給弾機構を7.62x51mm弾対応の分離式メタルリンクを用いるものに変更している。
T66E1
M1919A6をT66同様に7.62x51mm弾仕様として再設計したモデル。
M37
装甲車両の同軸機銃に使用するための固定装備を前提として、遠隔操作による射撃を可能にしたもの。M1919A4E1の発展改修型であり、-A4E1 / -A5と同様コッキングハンドルには延長レバーが装着されており、機関部後端から操作できる他、ボルトを後退状態で固定できる機能（ホールドオープン）が追加された。ソレノイド式のリモコントリガーに対応している。部品を組み換えることで給弾方向を左右で変更できる。またメインスプリングが分解結合しやすいようユニット化された。
1955年から1957年にかけて生産され、M1919A4E1に替わるものとして、ヘリコプターの固定搭載機銃の他、M48 / M60戦車の初期型に搭載された。
M37C
航空機搭載用として照準器を省略したモデル。
M37E1
使用弾薬を7.62x51mm NATO弾に変更したモデル。アメリカ軍の7.62x51mmへの切り替えに伴い、"M37A1"として制式採用される予定であったが、M1919の発展改良形であるM73機関銃の開発と採用により、-A1としての制式化は見送られ、M37より-E1として改修されて製造されるにとどまった。
T151
M37の試作型の一つ。ソレノイド式のトリガーシステムのみが装備されており、手動式の撃発機構がない。
T152
M2重機関銃と同じ形式のスペード式グリップと押し込み式トリガーを装備した試作型。
T153
M1919A4E1と同じピストルグリップとトリガー、延長コッキングハンドルを装備した試作型。M37として制式採用された。
Mk.21 Mod.0/1
アメリカ海軍において、M1919の弾薬を7.62x51mm NATO弾を使用できるように改修したモデルの制式名称。弾薬の変更に伴って銃身や給弾部が変更されている他、銃身先端には消炎器が追加されている。

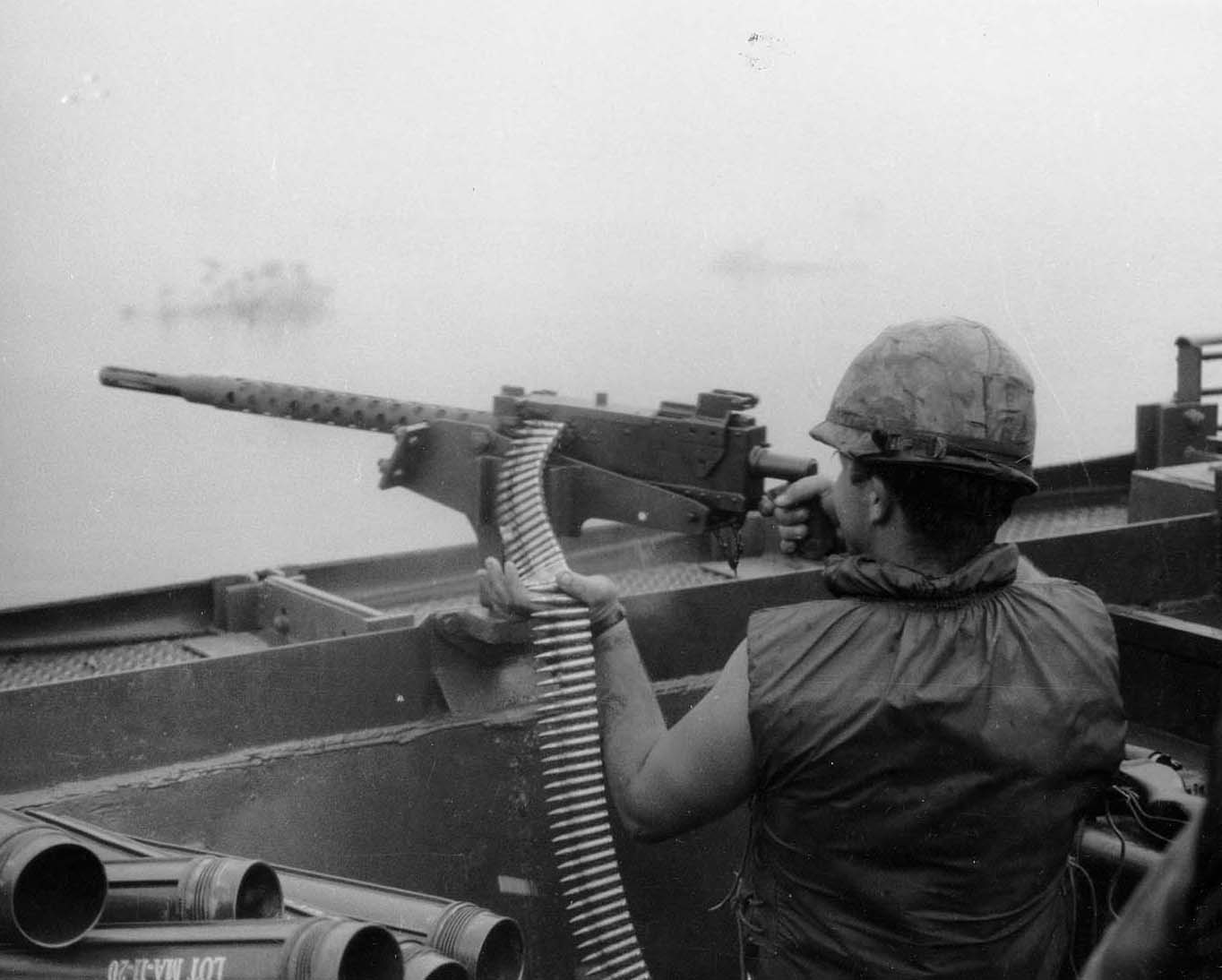
ベトナム戦争で運用されるMk.21

M230 (TNW M230 Conversion Kit)
アメリカのTNW FIREARMS社が開発・販売した、M1919A4を軽機関銃化するための近代化改修キットで、銃身を18インチ長のフラッシュハイダーを備えた軽量銃身とし、M249軽機関銃に近似した形状の銃床と連動トリガー付ピストルグリップ、上下左右4面にピカティニーレールを装着可能なバレルガード・キャリングハンドル・軽量型二脚・バーティカルフォアグリップを追加したもの。キットは銃本体に特別な加工をすることなく短時間で装着可能で、装着した状態でも三脚もしくは固定銃架への搭載が可能となっている。
なお"M230"とはメーカーの製品名であり、軍用品としての制式番号ではなく、公的機関への制式採用はなされていない。

### 輸出型および国外型
Mg M/52-1/11
M1919A4とA5のデンマークでの制式名。
MG4
南アフリカ共和国でライセンス生産されたA4の制式名で、7.62x51mm NATO弾を使用する。
L3A1/A2
M1919A2がオーストラリアやイギリスに向けて輸出された際の名称。
L3A3/A4
L3A1およびA2を改良したもの。主にオーストラリアに向けて輸出された。
MG A4
M1919A4のオーストリアでの呼称名。
C1/A1、C5/A1
M1919A4の改良型で、7.62x51mm NATO弾を使用できるように改良したモデルのカナダでの制式名。
FN30
M1919A4をベルギーのFN社でライセンス生産したもの。オリジナルのM1919とはトリガーの位置と銃把がピストルグリップ型からコの字型のハンドルに変更されている点が異なる。

#### Ksp m/42

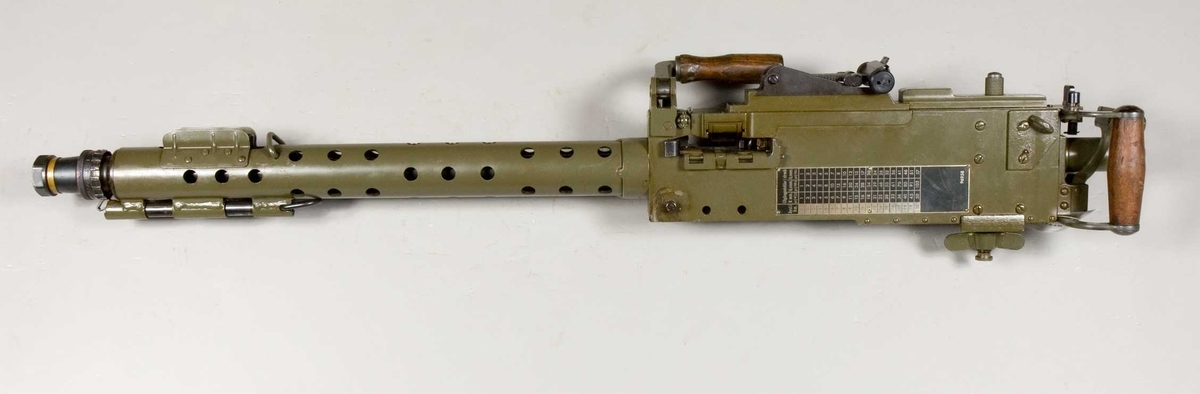
Ksp m/42

スウェーデンでM1919A4に独自の改修を加えて国産化したモデル。M1919A4とはバレルジャケットの孔の数と配置、照準器の位置と形状が異なっていること、グリップがスペード型であることやレシーバーの上端部にキャリングハンドルがあることが異なる。
当初はスウェーデンが導入した他のM1917/1919の仕様変更型と同様に6.5x55mm弾と8x63mm弾モデルが作られたが、反動の強い8x63mm弾仕様は反動緩衝装置のない軽量型の三脚に搭載するには無理があり、6.5x55mm弾仕様のみに統一された。1950年代に入りM1919A6に倣った汎用機関銃とするべく発展型が開発され、三脚に搭載する重機関銃、車両に固定銃架もしくは回転銃架を用いて搭載する車載機銃、二脚と着脱式の銃床を装着して用いる軽機関銃の3タイプとして運用できるようになった。この汎用機関銃型は"Ksp m/42B"として制式化され、既存のm/42はすべてこの仕様に改修されたが、参考としたM1919A6同様「軽機関銃としては重すぎる」として不評であった。1970年代には実働状態で保有されているものは全て7.62x51mm NATO弾仕様に改修されている。また、約1,000梃がm/42からKsp m/39に改装され、"7.62mm Ksp m/39C"の制式名でセンチュリオン戦車のスウェーデン軍仕様型等に搭載された。それらのうち、Stridsfordon 90(CV90)歩兵戦闘車に搭載されたものは21世紀に入っても現役で用いられている。

### AN/M2

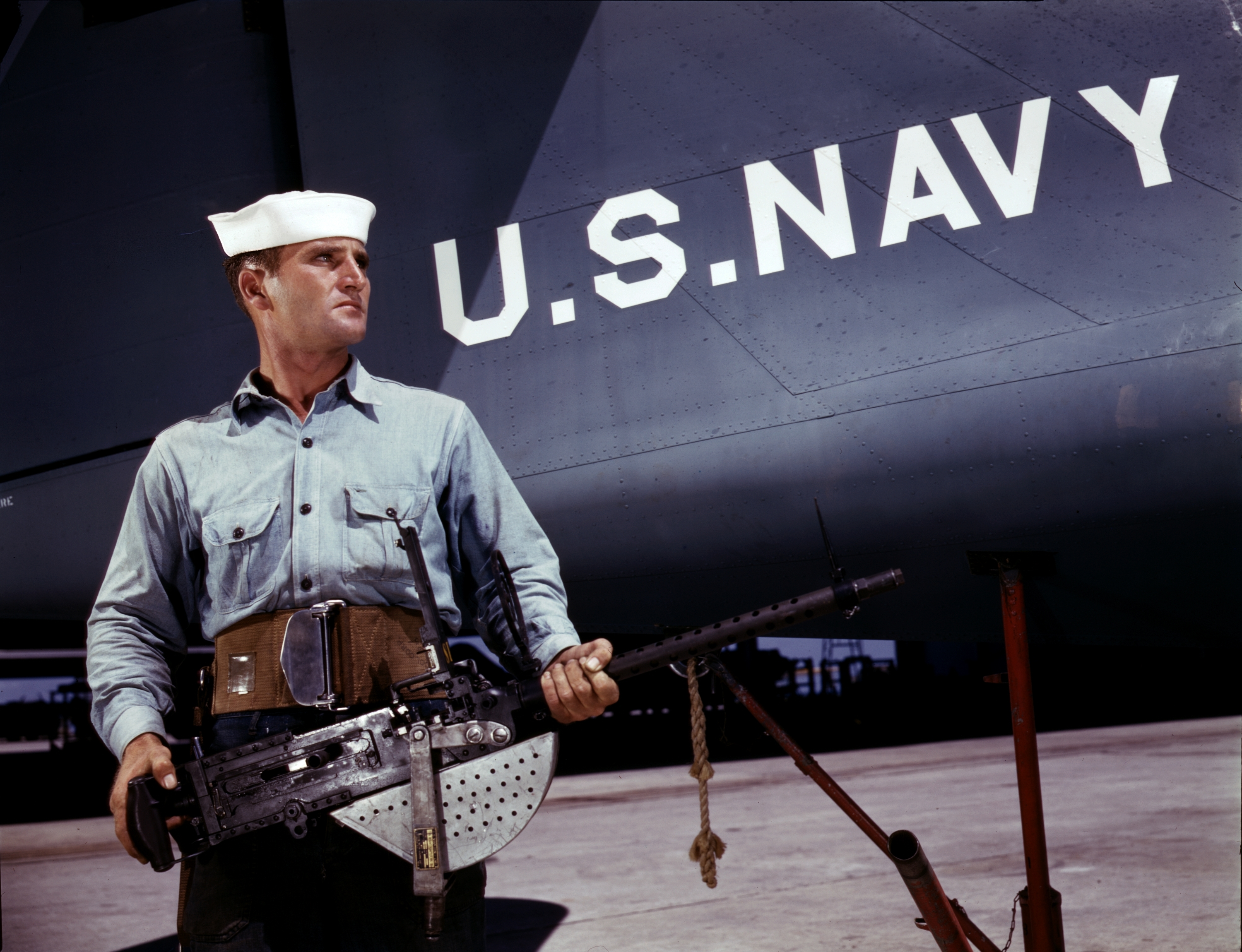
.30 AN/M2(Flexible)

M1919の航空機搭載型。もっとも、開発経緯としてはM1919の原型であるM1917を航空機関銃用に改良した型であるM1918の発展改良型で、M1919とは同系列ながら開発されたルートが異なる。
"AN"とは"Army / Navy"、“陸海軍（共通）”を示す。なお、.30口径の航空機銃でM1およびAN/M1という制式番号のものは存在しておらず、“アメリカにおいて当初から.30口径の航空機用機関銃として開発・制式化された機関銃”としてはAN/M2が最初のものだが、"M1"とすると原型のM1918 M1との混同を招く、として"M2"の制式番号が与えられている。
M1919とは機関部前端の形状が異なることと、バレルジャケットを含めた銃身部が細いことが識別点である。バレルジャケットとレシーバーの板厚を薄くするなどして全体を軽量化し（M1919A4=14kg、AN/M2=11kg）、発射速度は毎分1,200－1,500発に向上している。また、給弾口を部品の交換で左右任意に切り替えられるように設計変更されている。
M1918 M1
M1917の航空機搭載型である1918の改修型。AN/M2の直接の祖である。
M1921(Model 1921, Cal.30)
M1918 M1の改良型。発射速度が毎分1000発に向上されている。このモデルから銃身長はM1919A4と同じく24インチとなった。
M1922(Model 1922, Cal.30)
M1921の改良型。部品の組み換えで給弾方向が左右どちらからでも可能なように切り替えられるようになった。
Cal.30 T1
M1922の改良型。各部を軽量化し、機体に直接搭載する遠隔トリガー式の固定型に加えて旋回銃架に搭載する手動操作型が開発された。
Cal.30 T2
T1の細部改修型。制式化され"M2(AN/M2)"となる。
.30 AN/M2
1929年制式化。搭載方法および撃発方式によって2種類のタイプがある。
AN/M2 固定型(.30 AN/M2 Fixed)
航空機の機体内に装備されて固定武装として用いられるタイプ。グリップは取り外されてトリガーは電磁（ソレノイド）による遠隔操作方式となっており、コッキングハンドルは電磁式の遠隔操作もしくは機関部後端まで延長レバーが装備された方式になっている。
AN/M2 銃架搭載型(.30 AN/M2 Flexible)
手動旋回銃架に架装されて用いられるタイプ。ピストル型グリップは両手で握る形式のもの（スペードグリップ）に変更されている。

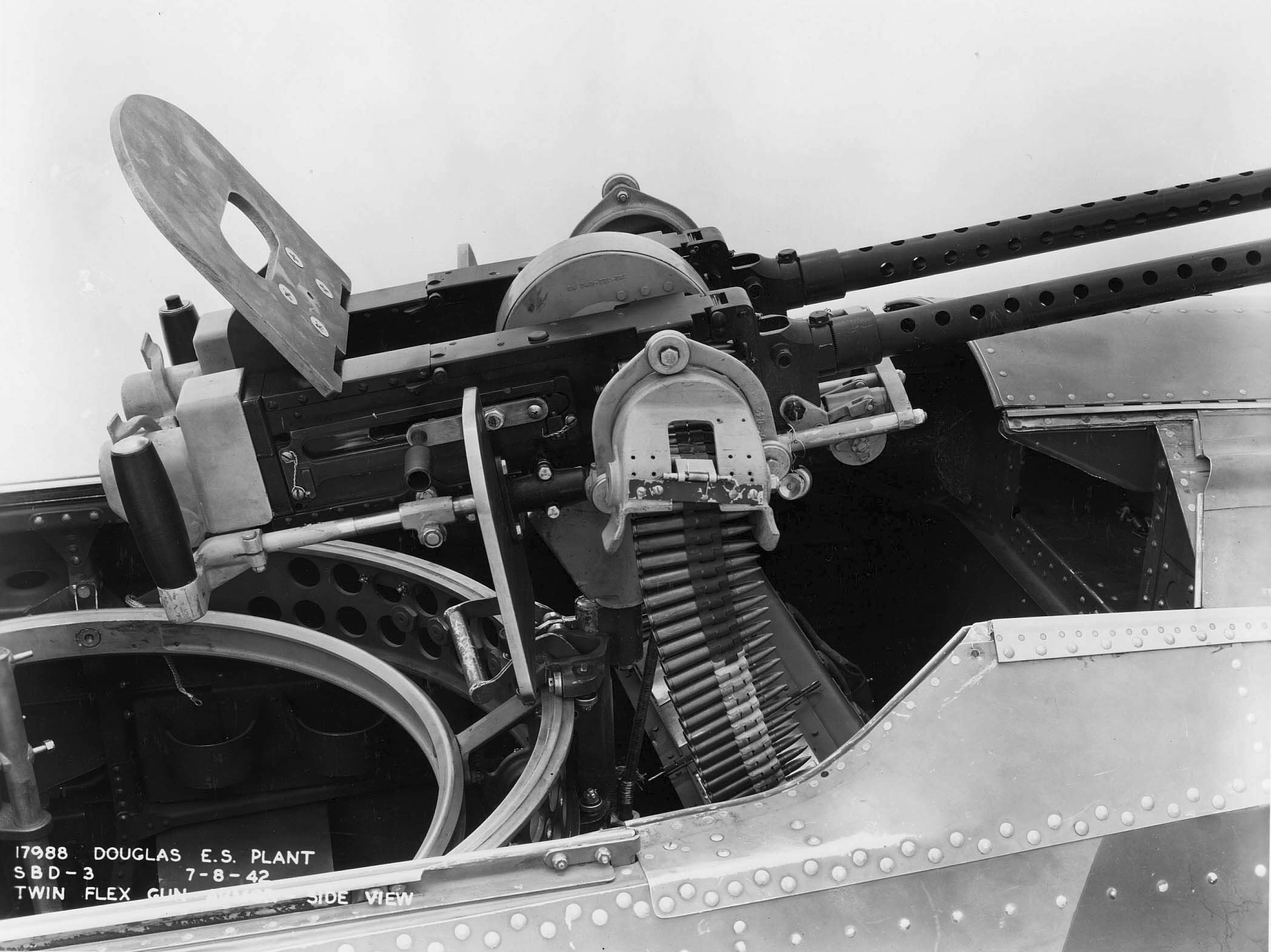
ダグラスSBD ドーントレス 艦上爆撃機の後部座席に装備された.30 AN/M2の連装銃架
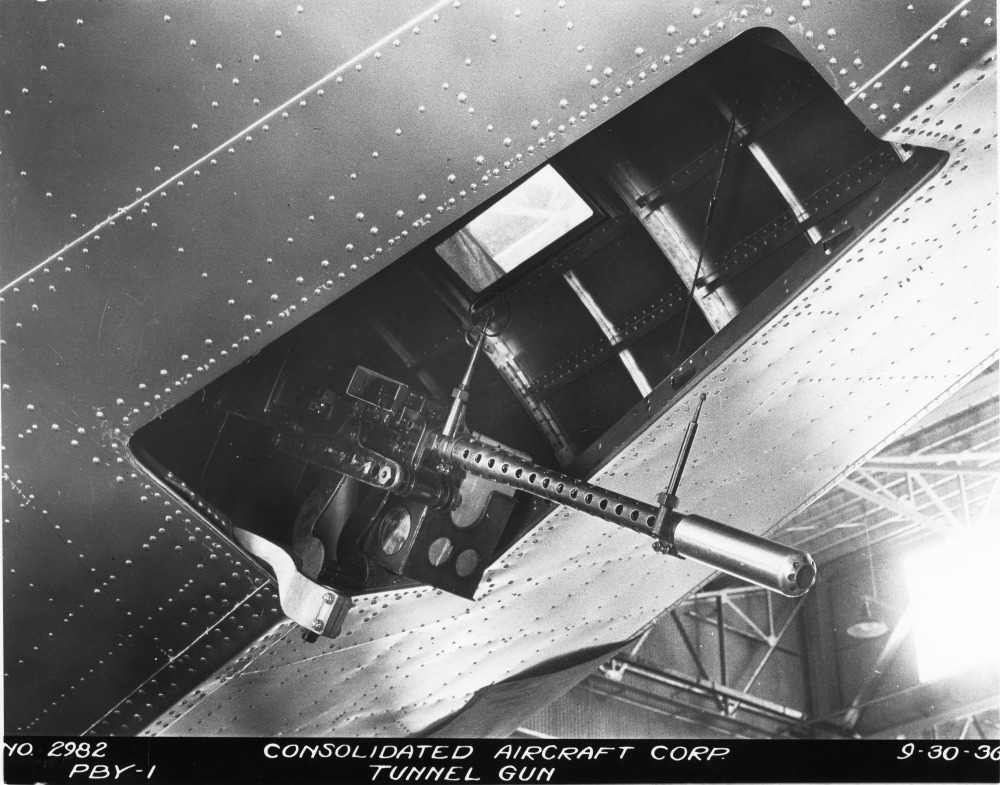
コンソリデーテッドPBY カタリナ飛行艇の収納式機体下面銃座に装備された.30 AN/M2の単装銃架

スティンガー(.30 AN/M2 "Stinger" )
AN/M2に銃床と二脚を装着して軽機関銃として用いることができるようにしたもの。
太平洋戦線で戦う海兵隊員の中には、M1919A4よりも軽量かつ強力な軽機関銃を求める者がいた。彼らはガダルカナル島の戦いの最中に墜落したドーントレス爆撃機からAN/M2を引き上げて地上戦転用の可能性を探った。1943年11月1日のブーゲンビル島上陸の際には、台座に据え付けた状態のAN/M2が支援に用いられた。第9海兵連隊の機関銃手、ウィリアム・H・コルビー一等兵（William H. Colby）は、AN/M2に二脚を取り付ける改造を初めて行った。ブーゲンビル島の戦いの最中、パラマリーンズのメル・J・グレビッチ軍曹（Mel J. Grevich）とフィリップ・グレイ中尉（Phillip Gray）は、引き上げられたAN/M2にM1ガーランド（銃床）とM1918A2（二脚、リアサイト）の部品を取り付け、引き金にも改造を施した。この銃は実戦に用いられなかったが、グレビッチには後に硫黄島侵攻への参加が決まった際、上官の許可を得て出発までに自分が使うもののほか5丁のスティンガーを作り上げ、それぞれを彼が信頼する5人の機関銃手に託した。そのうちの1人、トニー・スタインはスティンガーを用いた戦闘のために名誉勲章受章者となった。

#### 輸出型および国外型
Colt MG 40
.30 AN/M2の輸出型。
M36
フォッカー D.XXI戦闘機に搭載されたタイプ。7.92x57mmモーゼル弾（8mm Mauser）を使用。
FN ブローニング Mle1938
ベルギーのFN社で製造されたフランス軍向けの派生型で、フランス軍の制式弾薬である7.5mm弾を使用する。アメリカ製のフランス軍向け航空機の武装として製造された。

##### ブローニング .303
英国および英連邦加盟国向けのタイプで、弾薬はイギリス連邦制式の.303ブリティッシュ弾（7.7x56mmR）を使用する。
ヴィッカース .303インチ航空機関銃(Vickers .303 inch aircraft machine gun)の後継として導入されたもので、当初、1936年から「Browning .303 Mk.I」の名称でヴィッカース社およびBSA(Birmingham Small Arms)社で製造されたものはオリジナルの.30 AN/M2と使用弾薬以外は同一だが、使用弾薬の変更に伴い発射薬がコルダイト火薬となったために発射速度の高さもあって射撃時の加熱がオリジナルよりも大きく、過熱による暴発対策のために翌1937年には英国独自の発展型として「Browning .303 Mk.I*」「Browning .303 Mk.I**」としてBSA社により改良型が開発され、「Browning .303 Mk.II」の名称で制式化された。
Mk.IIでは作動機構はオープンボルト発火式に改められており、プロペラ同調機構に対応していない。発射速度は毎分1,150発となっている。この他、Mk.IIはAN/M2(Mk.I)とはバレルジャケットや銃口部の形状（過熱対策用の冷却フィンがある）が異なる。
ブローニング .303はグロスター グラディエーター複葉戦闘機を始めとしてホーカー ハリケーンやスーパーマリン スピットファイアなどの単発戦闘機の主武装として搭載され、単発戦闘機の他にも英国製の多くの機体に固定武装および旋回銃座 / 銃塔の搭載機銃として用いられ、1945年8月の第二次世界大戦終結までにMk.I / II合わせて計 468,000基が製造された。

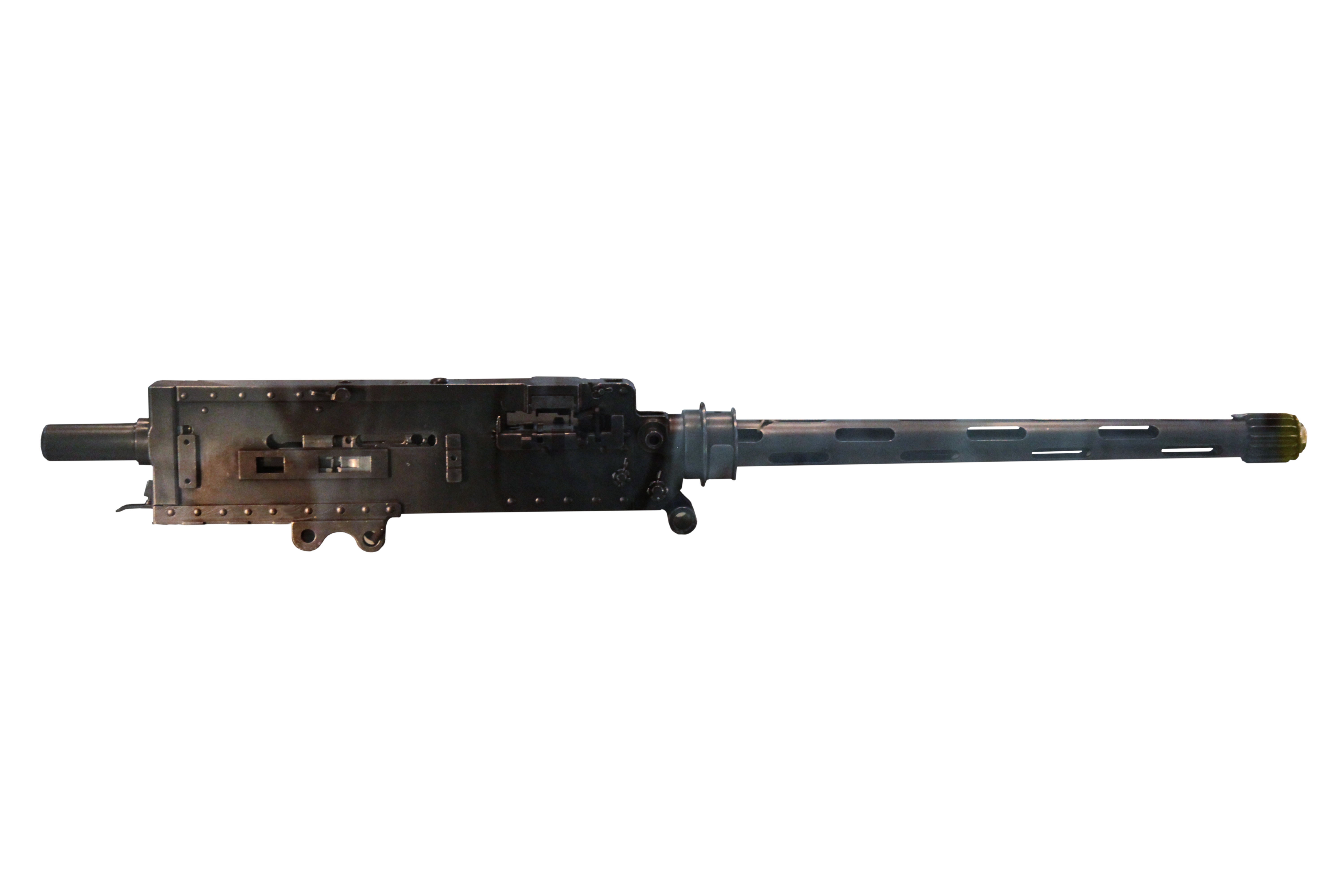
ブローニング .303 Mk.II
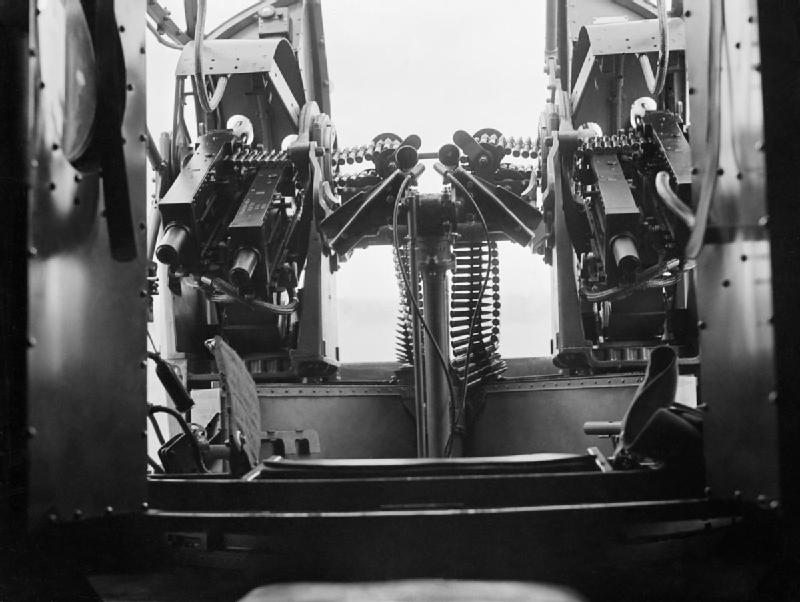
アームストロング・ホイットワース ホイットレイ 爆撃機の機尾旋回銃塔に4連装（左右連装x2）に装備されたブローニング .303
ホイットレイ爆撃機の機尾銃塔にブローニング .303 Mk.IIを搬入するイギリス空軍兵士
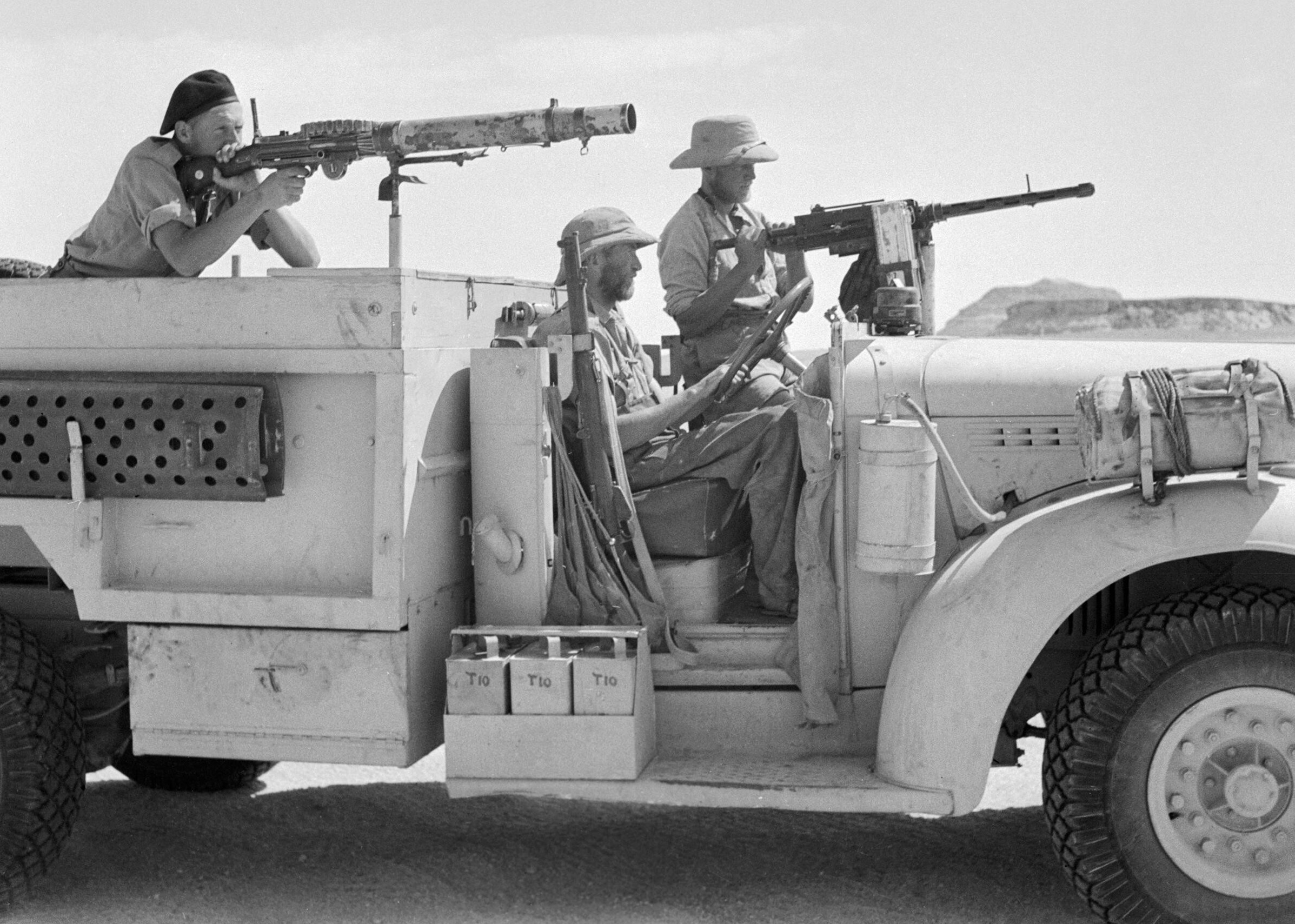
イギリス陸軍長距離砂漠挺身隊( Long Range Desert Group：LRDG)のシボレー・1533X2・30cwtに搭載されたブローニング .303 Mk.II

##### Ksp m/22(Kulspruta m/22)
スウェーデンではM1917重機関銃を大規模に導入して主力機関銃とし（M1917に続いてM1919も導入されて国産化した発展形も開発されている（「#Ksp m/42」の節参照）、M1917の航空機搭載発展形であるM1922も導入してCal.30 AN/M2に相当する仕様のものを発注し、後にライセンスを所得して国産している。
Ksp m/22(Kulspruta m/22)
M1922のスウェーデン向け仕様。後にはスウェーデンでライセンス生産された。当初は6.5x55mm弾を使用し、1930年代に入り8x63mm弾仕様に改修された。 1920年代-1930年代においてスウェーデン軍航空機の標準武装として用いられ、口径拡大型の13.2mm Akan m/39の導入以後も少数ながら用いられ、1950年代まで用いられた。
Ksp m/22 Fv / Ksp m/22 Fh
固定機銃型。"Fv"　/　"Fh"とはそれぞれ"fast vänster" / "fast höger"、“左 / 右側固定”を意味し、給弾口が左もしくは右側にあり、左（右）翼および機体左（右）側に装備するために用いられた。
Ksp m/22 R
銃架搭載型。"R"とは"rörlig"、“可動式”を意味する。グリップは双ハンドルのスペード型となり、給弾はドラムマガジンを使用する。
Ksp m/22-37 R
m/22 Rの発展型。給弾をサドルマガジンとし、グリップを単ハンドルとしたもの。
- なお、m22/37 Rのうち、8x63mm弾仕様として給弾方式をベルトリンク式としたものは"Ksp m/32"とも呼ばれる。

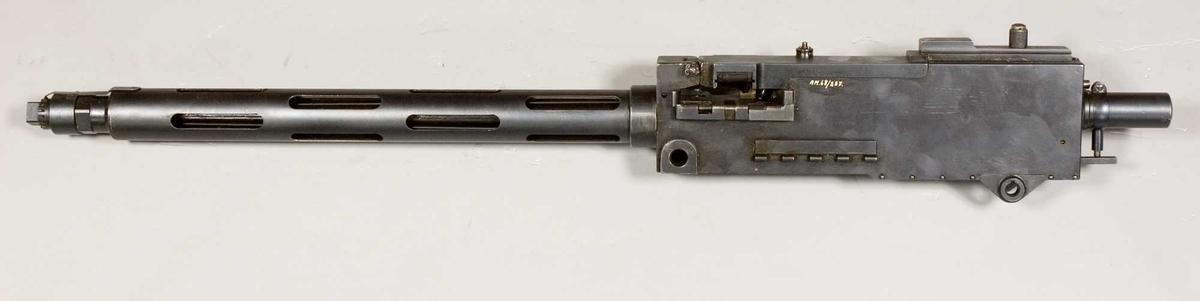
ksp m/22
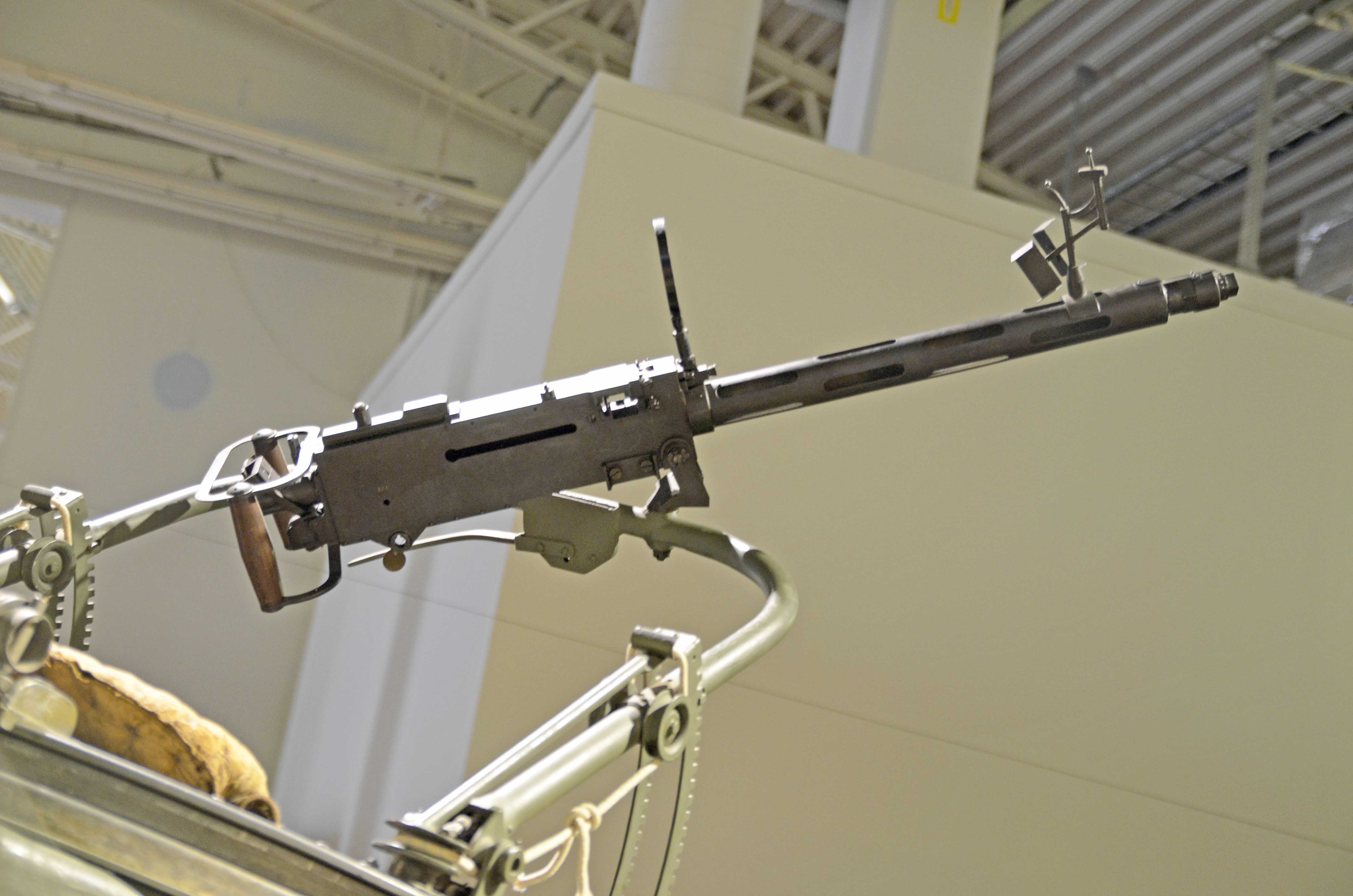
Ksp m/22 R